# Direitos LGBT no Butão
Pessoas lésbicas, gays, bissexuais e transgêneros (LGBT) no Butão enfrentam desafios jurídicos que não são enfrentados por pessoas não LGBT. A atividade sexual entre pessoas do mesmo sexo foi descriminalizada no Butão em 17 de fevereiro de 2021.
Não há nenhum relato de caso conhecido de alguém ter sido alguma vez punido por conta da homossexualidade. Pouco se sabe sobre a vida homossexual no Butão, pois a cultura do país não partilha o ponto de vista ocidental típico de heterossexualidade e homossexualidade. Algumas pessoas já afirmaram que se trata de uma sociedade abertamente bissexual, embora isto não possa ser provado.
O Bhutan Observer, um dos principais jornais do país, tem escrito muito poucos artigos sobre questões LGBT. O jornal Kuensel, financiado em sua maior parte pelo governo, referiu-se a gays como sendo o "terceiro gênero", em um artigo que discute os programas de HIV direcionados para homens gays.[carece de fontes?]
O Departamento de Estado dos Estados Unidos emitiu este aviso aos viajantes LGBT que vão para o Butão: "Embora não existam leis que proíbem explicitamente a atividade sexual do mesmo sexo consensual, existem leis contra a "sodomia" ou qualquer outra conduta sexual que é contra a ordem da natureza. De acordo com o código Penal, uma pessoa pode ser presa por tanto tempo quanto um ano para se engajar em tais atos. um funcionário do governo observou que a acusação nos termos desta lei é rara. Até agora não há casos relatados de tais acusações."